# Charles II (roi d'Angleterre)
Pour les articles homonymes, voir Charles II.
Charles II, né le 29 mai 1630 au palais St. James à Londres et mort le 6 février 1685 au palais de Whitehall à Londres, est roi d'Angleterre, d'Écosse et d'Irlande de 1660 à sa mort.
Il est le fils du roi Charles Ier — exécuté au palais de Whitehall en 1649, au paroxysme de la première révolution anglaise — et de la reine née Henriette-Marie de France. Il est cousin germain du roi Louis XIV de France, de Marie-Thérèse d'Autriche, reine de France, de l'électeur Charles Ier Louis du Palatinat, du duc Charles-Emmanuel II de Savoie, et de l'électrice Sophie de Hanovre.
Bien que le Parlement d'Écosse ait proclamé le jeune Charles roi d'Angleterre et d'Irlande à Édimbourg quelques jours après l'exécution de son père, le Parlement d'Angleterre vote une loi interdisant une telle succession et entre dans un interrègne où le pays, devenu Commonwealth d'Angleterre, devient de facto une république dirigée par Oliver Cromwell. Charles, à peine âgé de 20 ans, est vaincu par Cromwell à Worcester en 1651 et doit fuir l'Angleterre. Tandis que Cromwell gouverne le pays en quasi-dictateur, Charles passe près d'une décennie en exil en France, aux Provinces-Unies et dans les Pays-Bas espagnols. La mort de Cromwell, en 1658, donne lieu à une crise politique qui permet la restauration de la monarchie. Invité à rentrer en Grande-Bretagne, Charles est acclamé lors de son entrée dans Londres, le jour de son trentième anniversaire.
Le Parlement cavalier vote les lois du code Clarendon pour rétablir l'Église d'Angleterre. Charles accepte le code, bien que lui-même favorise une politique de tolérance religieuse. En politique étrangère, le début de son règne est marqué par la deuxième guerre anglo-néerlandaise. En 1670, Charles signe en secret le traité de Douvres avec son cousin germain Louis XIV : ce dernier accepte d'aider Charles lors de la troisième guerre anglo-néerlandaise, tandis que Charles s'engage à se convertir au catholicisme à une date non précisée. Charles tente d'introduire une plus grande liberté de religion pour les catholiques et les protestants non conformistes avec sa déclaration d'indulgence royale de 1672, mais le Parlement anglais refuse de la voter.
En 1679, les révélations de Titus Oates sur un prétendu « complot papiste » entraînent la crise de l'Exclusion Bill, un projet de loi visant à exclure de la succession au trône le frère cadet et héritier présomptif de Charles, Jacques Stuart, en raison de sa foi catholique. Cette crise entraîne la naissance du parti whig, favorable au Bill, et du parti tory, qui lui est opposé. À la suite de la découverte du complot de Rye-House, qui visait à assassiner Charles et Jacques, le roi s'allie aux Tories, et plusieurs Whigs d'importance sont exécutés ou exilés. Après avoir dissous le Parlement d'Angleterre plusieurs fois et vu le projet d'Exclusion Bill perdre toute assise populaire, Charles gouverna seul à partir de 1681 jusqu'à sa mort quatre ans plus tard. Il se convertit au catholicisme sur son lit de mort.
L'hédonisme qui règne à la cour de Charles II et le soulagement consécutif à la fin d'une décennie passée sous la férule de Cromwell et des puritains lui ont valu le surnom de Merry Monarch, « le monarque joyeux ». Si son épouse, Catherine de Bragance, ne lui donne pas d'enfants, il engendre en revanche une douzaine d'enfants adultérins avec ses diverses maîtresses. Comme il n'a pas d'héritier légitime, c'est son frère Jacques qui lui succède sur le trône.

## Biographie

### Naissance et famille

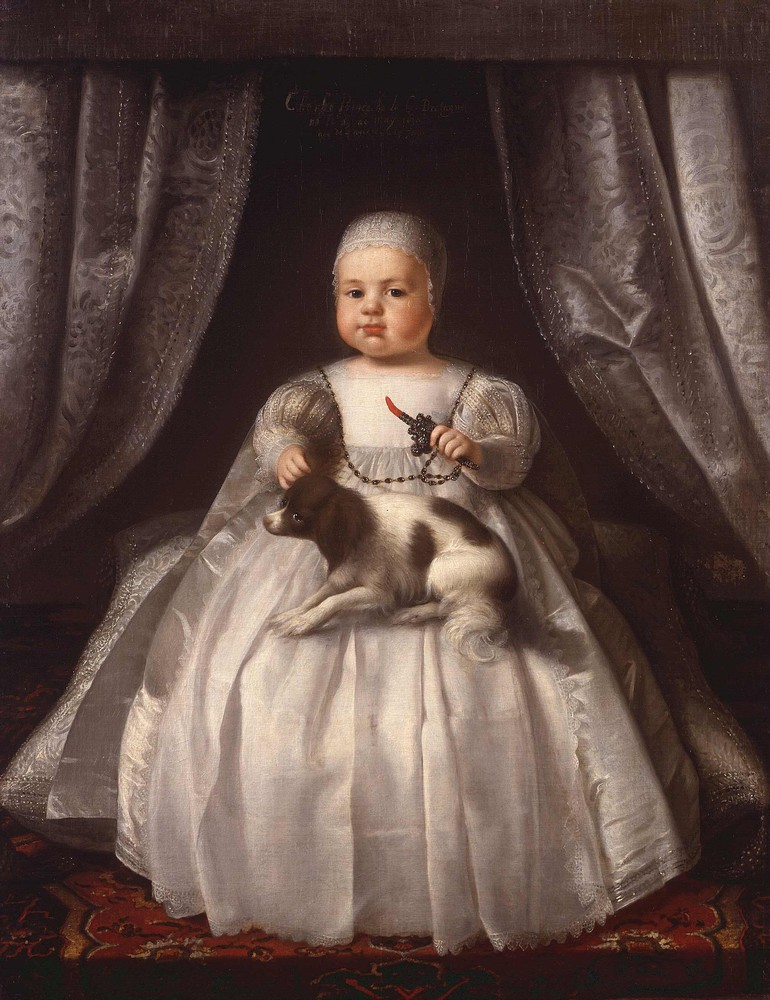
Portrait de enfant, attribué à Juste d'Egmont (1630).

Charles est le fils de Charles Ier, roi d'Angleterre, d'Écosse et d'Irlande, et de son épouse la reine Henriette-Marie de France, fille d'Henri IV et sœur de Louis XIII. Il est leur deuxième fils : le premier n'a vécu que le jour de sa naissance, un an auparavant. Témoignage de la diversité religieuse qui règne alors dans les États de Charles Ier, son fils est baptisé dans la chapelle royale le 27 juin par l'évêque anglican de Londres William Laud, et élevé par la protestante comtesse de Dorset Mary Sackville, bien que plusieurs de ses parrains, comme le roi Louis XIII et la mère de celui-ci, Marie de Médicis, soient catholiques. Étant le fils aîné du roi d'Angleterre et d'Écosse, Charles devient automatiquement duc de Cornouailles et duc de Rothesay dès le jour de sa naissance, entre autres titres. Il reçoit le titre de prince de Galles à l'âge de huit ans, sans être jamais formellement investi avec les honneurs de la principauté de Galles.

### Enfance et première révolution

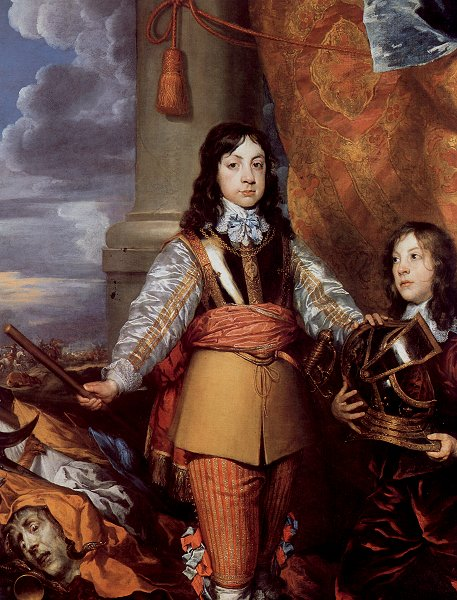
Portrait du prince de Galles Charles par William Dobson (vers 1642-1643).

Charles est encore jeune lorsque la première révolution anglaise éclate, opposant le roi aux forces parlementaires et puritaines. Il accompagne son père à la bataille d'Edgehill en 1642 et participe aux campagnes de 1645 comme commandant titulaire des forces du West Country, alors qu'il n'a que quatorze ans. David des Granges, miniaturiste au service de Charles Ier, prit le parti royaliste et produisit de nombreuses miniatures du futur Charles II avant de le suivre à La Haye, puis en Écosse.
Lorsque la situation se dégrade, au printemps 1646, le prince de Galles est envoyé hors d'Angleterre pour plus de sécurité, d'abord dans les Sorlingues, puis à Jersey, et enfin en France, où sa mère vit déjà en exil avec Henriette d'Angleterre (sa sœur cadette qui plus tard épousera Philippe d'Orléans, frère cadet de Louis XIV), là où règne le jeune cousin germain de Charles, Louis XIV, âgé de huit ans.

### Deuxième guerre civile
En 1648, durant la deuxième guerre civile anglaise, Charles s'installe à La Haye, où sa sœur Marie et son beau-frère Guillaume II d'Orange-Nassau semblent davantage enclins à soutenir les royalistes que la famille de sa mère en France. Cependant, la flotte royaliste commandée par Charles n'est pas employée à bon escient, et elle arrive trop tard en Écosse pour rallier les royalistes du duc d'Hamilton : ce dernier est vaincu par les forces parlementaires à la bataille de Preston.
À La Haye, Charles a une brève aventure avec Lucy Walter. Leur fils, James Crofts, futur duc de Monmouth, est reconnu par Charles et joue un rôle important dans la vie politique britannique sous son règne.

### Période de Cromwell

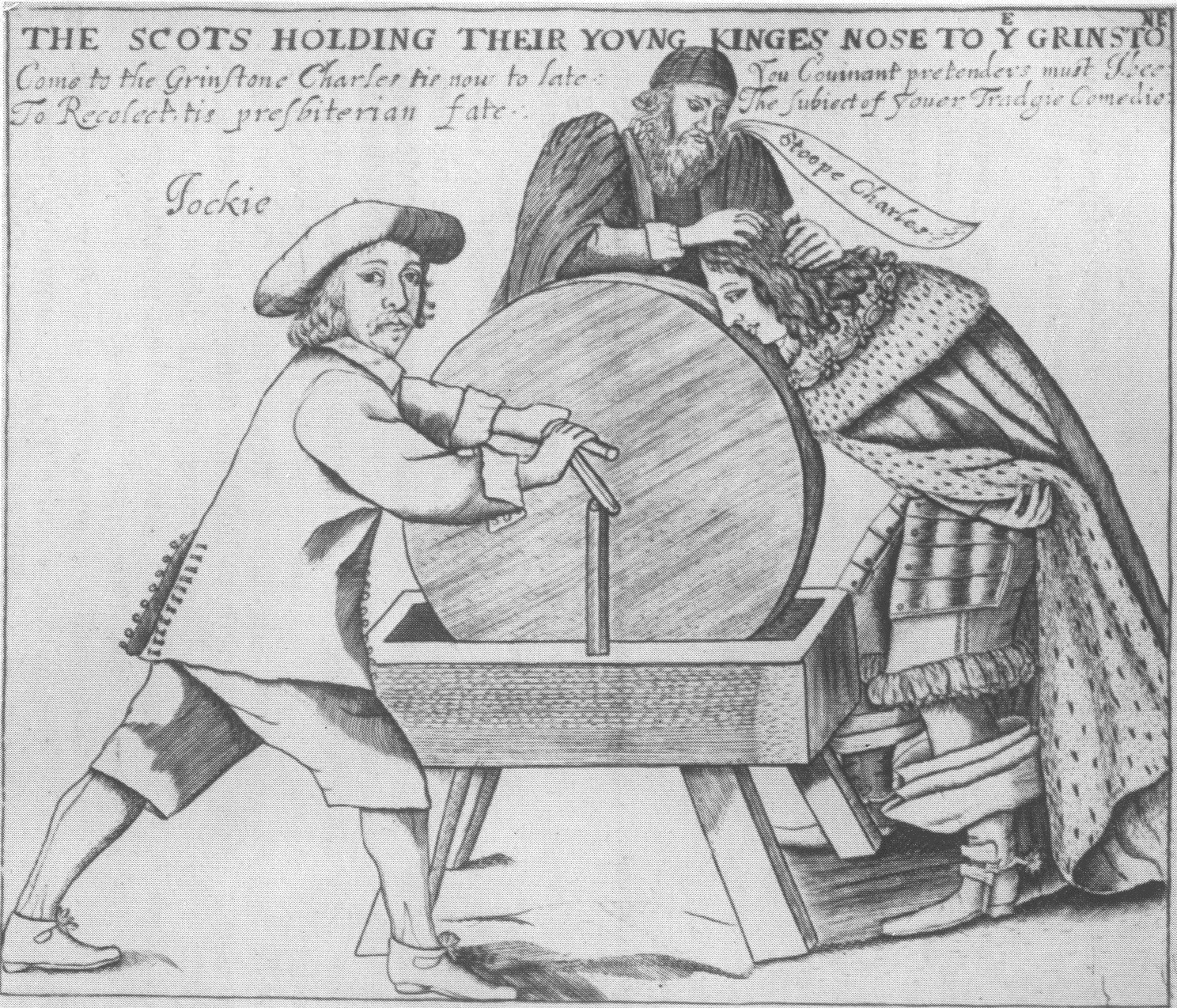
Pamphlet satirique anglais montrant les Écossais meulant le nez de leur jeune roi, en référence à la sévérité des conditions imposées par le Parlement d'Écosse à.

Capturé en 1646, Charles Ier s'échappe avant d'être à nouveau pris en 1648. Malgré les efforts diplomatiques de son fils pour le sauver, le roi est décapité en 1649 et l'Angleterre devient une république. Le 6 février, les covenantaires du Parlement d'Écosse proclament Charles II roi de Grande-Bretagne à la suite de son père, mais ils refusent de l'accueillir en Écosse à moins qu'il n'accepte le presbytérianisme dans toutes les îles Britanniques. Tandis que les négociations piétinent, Charles autorise le marquis de Montrose à débarquer dans les Orcades avec une petite armée, espérant ainsi obtenir des Écossais un accord qui lui soit plus favorable. Craignant que Charles accepte un compromis, Montrose décide de débarquer immédiatement sur le sol écossais, mais il est capturé et exécuté. Charles promet à contrecœur de se conformer aux termes du traité de Bréda (en), qui prévoit la mise en place du système presbytérien synodal dans toute la Grande-Bretagne. Charles arrive en Écosse le 23 juin 1650 et accepte formellement l'accord ; ce faisant, il gagne des soutiens en Écosse, mais sa popularité en Angleterre chute. Charles lui-même en arrive bientôt à mépriser « la vilenie » et « l'hypocrisie » des covenantaires. David des Granges réalisa de nombreux portraits du roi pendant cette période, car ils faisaient offices de jetons de loyauté. Les paiements qui lui étaient dus pour ce travail étaient toujours en suspens en 1671, peu avant sa mort.

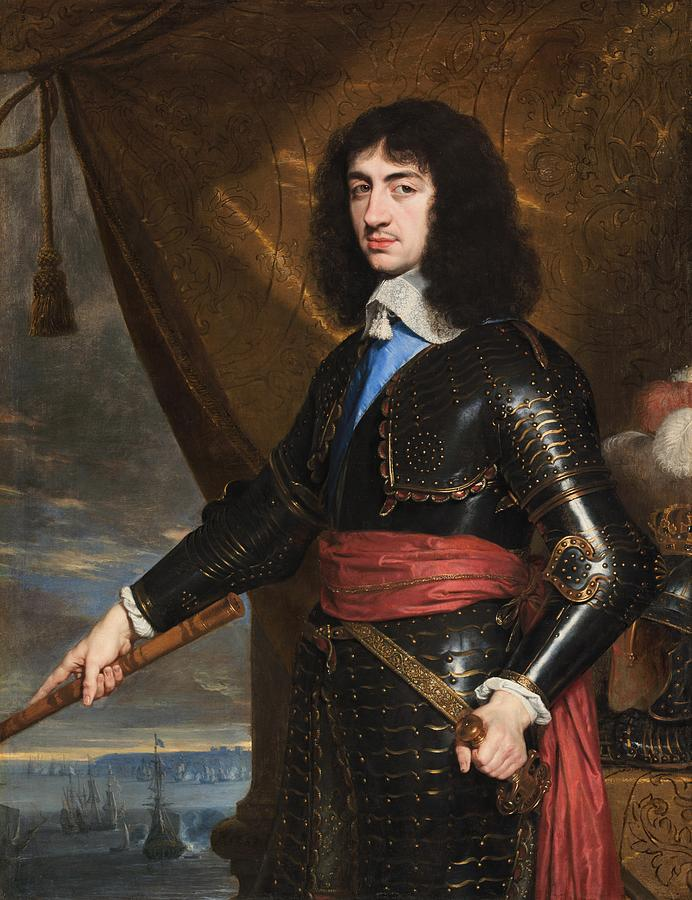
Portrait du roi en exil par Philippe de Champaigne (vers 1653).

Le 3 septembre 1650, les covenantaires sont battus par les troupes d'Oliver Cromwell, pourtant inférieures en nombre, à la bataille de Dunbar. Les forces écossaises, partagées entre les royalistes et les covenantaires presbytériens, ont manqué de cohésion au cours de l'affrontement, allant même jusqu'à se combattre entre elles. N'espérant plus rien des covenantaires, Charles tente de s'échapper vers le nord en octobre pour rejoindre des soldats royalistes, mais les presbytériens le rattrapent deux jours plus tard. Les Écossais constituent toujours le meilleur espoir de restauration de Charles, et il est couronné roi d'Écosse à Scone le 1er janvier 1651. Considérant que les forces de Cromwell menacent la position de Charles en Écosse, une attaque sur l'Angleterre est décidée, mais de nombreux Écossais refusent d'y participer (dont lord Argyll et d'autres covenantaires influents) et peu de royalistes anglais la rallient. L'invasion se termine par une défaite à la bataille de Worcester le 3 septembre 1651, et Charles évite d'être capturé en se cachant dans le « chêne royal » de Boscobel House. Au terme de six semaines de fuite, il parvient à quitter l'Angleterre, malgré la récompense de 1 000 £ offerte pour sa capture et la peine de mort promise à quiconque l'aiderait, ainsi que la difficulté de déguiser quelqu'un de sa taille (1,85 m). Charles débarque en Normandie le 16 octobre, à Fécamp,.
Cromwell est nommé lord-protecteur d'Angleterre, d'Écosse et d'Irlande en 1653 : les îles Britanniques se retrouvent de fait sous sa dictature militaire. Charles n'est plus en fonds et ne peut réunir suffisamment d'appuis pour poser un problème au gouvernement de Cromwell. Malgré leurs liens familiaux avec les Stuart, la France et les Provinces-Unies s'allient avec Cromwell en 1654, poussant Charles à se tourner vers l'Espagne, qui possède les Pays-Bas méridionaux. Il trouvera d'ailleurs refuge au château de Tervueren, une des résidences du roi d'Espagne dans les Pays-Bas méridionaux. Avec l'argent espagnol, Charles lève une petite armée composée de Britanniques en exil, composée de cinq régiments d'infanterie et de quelques éléments de cavalerie, qui constitue le noyau de l'armée britannique après la Restauration.

### Restauration des Stuart
Après la mort de Cromwell en 1658, les chances de Charles de regagner la Couronne semblent minces, car le fils de Cromwell, Richard, lui succède au poste de lord-protecteur. Cependant, il ne reçoit ni le soutien du parlement, ni celui de l'armée, et doit abdiquer en 1659. Durant la période de troubles politiques et militaires qui suit l'abolition du protectorat, le gouverneur d'Écosse George Monck craint que le pays ne sombre dans l'anarchie. Avec son armée, il marche sur la Cité de Londres et force le Parlement croupion à réintégrer les membres du Long Parlement exclus en décembre 1648 lors de la purge de Pride. Le Long Parlement se dissout lui-même et des élections générales sont organisées pour la première fois depuis vingt ans. Le parlement sortant établit des conditions de vote devant permettre, selon lui, le retour d'une majorité presbytérienne.
Les restrictions contre les candidats et les électeurs royalistes sont largement ignorées et les élections donnent lieu à une Chambre des communes politiquement divisée entre royalistes et parlementaires et religieusement divisée entre anglicans et presbytériens. Le nouveau parlement de la convention se rassemble le 25 avril 1660 et reçoit peu après les nouvelles de la déclaration de Bréda dans laquelle Charles accepte, entre autres choses, de pardonner aux nombreux ennemis de son père. Le parlement anglais se résout à proclamer Charles roi et à l'inviter à rentrer ; Charles reçoit le message à Bréda le 8 mai 1660. En Irlande, une convention convoquée plus tôt dans l'année proclame Charles roi le 14 mai.

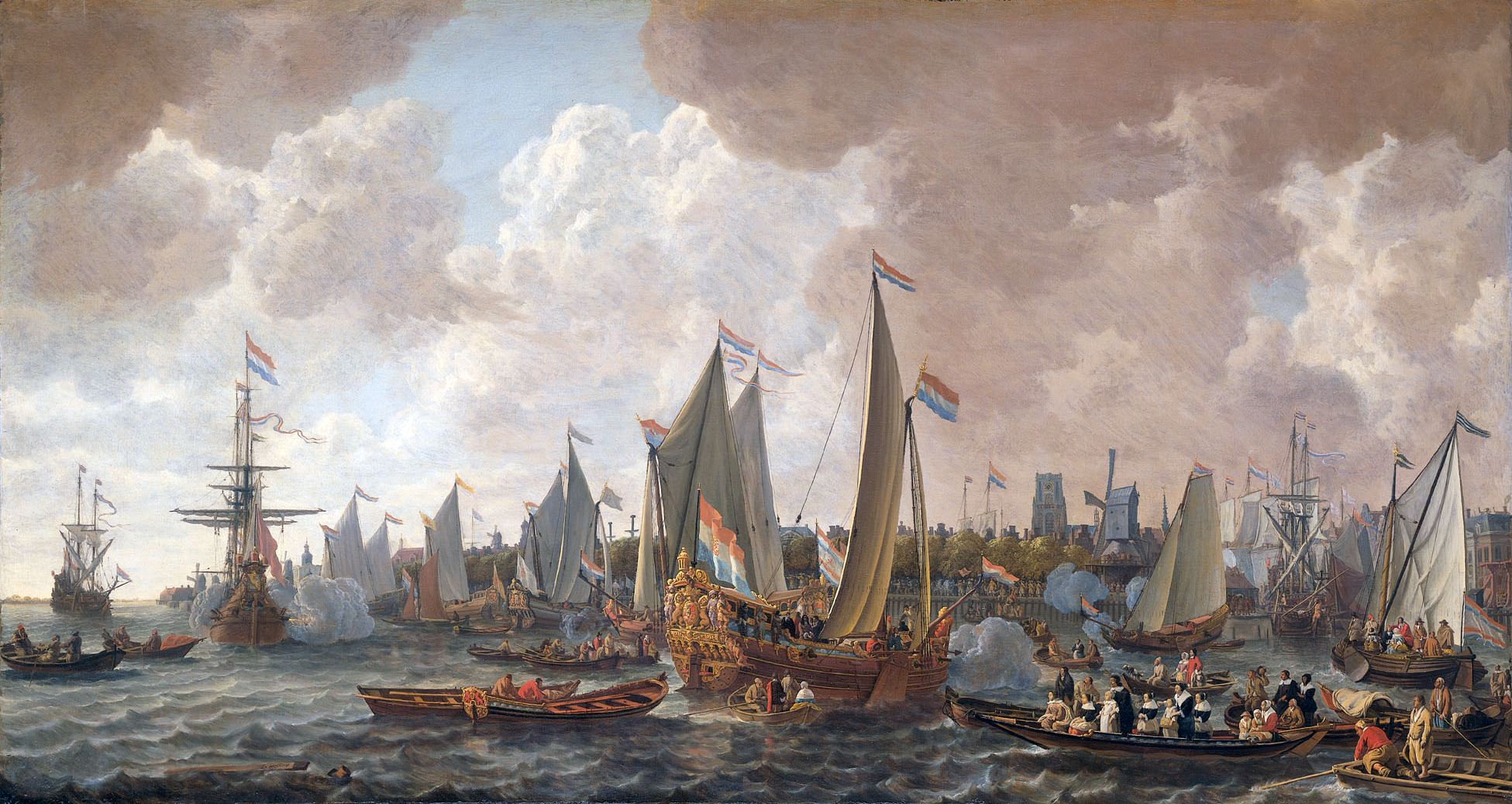
Charles quitte son exil dans les Pays-Bas pour mettre en place la Restauration en Angleterre en mai 1660. Peinture de.

Charles arrive à Douvres le 25 mai 1660 et rejoint Londres le 29 mai, le jour de son 30e anniversaire. Bien que Charles et le Parlement aient accordé l'amnistie aux partisans de Cromwell par l'Act of Indemnity and Oblivion, cinquante personnes en sont spécifiquement exclues. Finalement, neuf des régicides de Charles Ier sont exécutés
par le supplice du hanged, drawn and quartered ; les autres sont condamnés à la prison à vie ou privés de leur poste officiel. Les corps d'Oliver Cromwell, d'Henry Ireton et de John Bradshaw sont exhumés et décapités.
Charles accepte d'abandonner les cotisations féodales rétablies par son père ; en retour, le Parlement lui accorde un revenu annuel de 1,2 million de livres pour la bonne marche du gouvernement, provenant essentiellement des droits de douane et de l'accise. Ce revenu se révèle néanmoins insuffisant durant la majeure partie du règne de Charles. Ce chiffre correspond seulement au montant maximum que le roi peut retirer du Trésor chaque année ; la somme véritable est en règle générale bien plus faible, entraînant des dettes considérables et de nouvelles impositions pour lever davantage d'argent, comme l'impôt par tête, les taxes foncières et le fouage.

### Roi d'Angleterre et d'Irlande

#### Débuts et couronnement
À la fin de l'année 1660, la joie de Charles pour la Restauration est tempérée par les morts de son jeune frère Henri et de sa sœur Marie, des suites de la variole. À peu près à la même époque, Anne Hyde, la fille du lord chancelier Edward Hyde, révèle qu'elle est enceinte du frère de Charles, Jacques, avec qui elle s'est secrètement mariée. Edward Hyde, qui ignorait tout du mariage et de la grossesse, devient comte de Clarendon et sa position de ministre favori de Charles en sort renforcée.
Le parlement de la convention est dissous en décembre 1660, et Charles est couronné le 23 avril 1661 en l'abbaye de Westminster. Il est le dernier souverain à réaliser la procession traditionnelle de la tour de Londres jusqu'à l'abbaye la veille du couronnement. Peu après le couronnement de Charles, le deuxième parlement anglais de son règne se constitue. Surnommé le « Parlement cavalier », il est presque exclusivement royaliste et anglican. Il cherchait à décourager le non-conformisme dans l'Église d'Angleterre et il vota plusieurs lois pour sécuriser la domination anglicane. Le Corporation Act de 1661 impose aux officiels municipaux de prêter un serment d'allégeance ; l'acte d'uniformité de 1662 rend obligatoire l'usage du livre de la prière commune anglicane ; le Conventicle Act 1664 (en) interdit les rassemblements religieux de plus de cinq personnes, à l'exception des réunions anglicanes ; et le Five Mile Act (en) de 1665 interdit aux ecclésiastiques d'approcher à moins de 8 km d'une paroisse dont ils ont été bannis. Les Conventicle et Five Mile Acts restent en vigueur jusqu'à la fin du règne de Charles. Ces lois sont surnommées « code Clarendon », d'après lord Clarendon, bien qu'il n'en soit pas directement responsable et ait même pris la parole contre le Five Mile Act.

#### Transformations sociales
La Restauration s'accompagne d'un changement social, et le puritanisme perd de sa force. Les théâtres, fermés durant le protectorat de Cromwell, rouvrent, et la comédie de la Restauration anglaise aux accents paillards constitue un genre bien défini. Les licences de théâtre accordées par Charles sont les premières en Angleterre à autoriser les femmes à jouer des rôles féminins sur scène. La littérature de la Restauration anglaise se développe à la cour, avec des esprits comme le libertin John Wilmot, qui aurait dit de Charles II :
« Nous avons un roi plein d'esprit,

Et personne n'accorde foi à ses paroles

Jamais il ne dit de choses folles,

Pas plus qu'il n'en fait de sages. »
ce à quoi Charles aurait répondu : « Cela est vrai, car mes mots sont de moi, alors que mes actes sont ceux de mes ministres. »
Il passa commande de portraits au peintre Henry Anderton à la suite du succès obtenu par le Portrait de Frances Stewart, Duchesse de Richmond et Lennox.

#### Incendie de Londres et peste
Une grave épidémie de peste frappe Londres à partir d'avril 1665, avec plus de 7 000 morts pour la seule semaine du 17 septembre. Le roi, sa famille et la cour quittent Londres en juillet pour Salisbury, tandis que le Parlement se réunit à Oxford. Les diverses tentatives menées par les responsables de la santé de Londres pour endiguer l'épidémie échouent et la maladie se propage rapidement. Le roi rentre à Londres en février 1666, mais quelques mois plus tard, un immense incendie embrase le centre de la ville, détruisant plus de 13 000 habitations et 87 églises, dont la cathédrale Saint-Paul. Bien que le feu se soit déclaré dans une boulangerie de Pudding Lane, la population met l'incendie sur le compte d'une prétendue conspiration catholique. Charles et son frère Jacques jouent un rôle dans la lutte contre l'incendie.

#### Politique étrangère et coloniale
Depuis 1640, le Portugal mène une guerre contre l'Espagne pour obtenir son indépendance après une union dynastique de 60 ans entre les deux couronnes. Le Portugal est soutenu par la France, mais le traité des Pyrénées de 1659 met un terme à cette alliance. Au moment de la restauration de Charles II, la reine Louise de Portugal, qui joue le rôle de régente, ouvre des négociations avec l'Angleterre qui débouchent sur une alliance. Le 23 juin 1661, un traité de mariage est signé et en mai 1662, Charles épouse Catherine de Bragance dans la paroisse de St. Thomas près de Portsmouth. La dot de Catherine comprend les territoires de Tanger et des sept îles de Bombay qui passent sous contrôle britannique — les sept îles joueront un rôle important dans le développement de l'Empire britannique en Inde. La même année, Charles II prend la décision impopulaire de vendre Dunkerque à son cousin germain Louis XIV pour environ 375 000 £. Bien qu'il constitue un important avant-poste stratégique, ce port est un fardeau pour les finances limitées de Charles, coûtant 372 000 £ au Trésor chaque année.

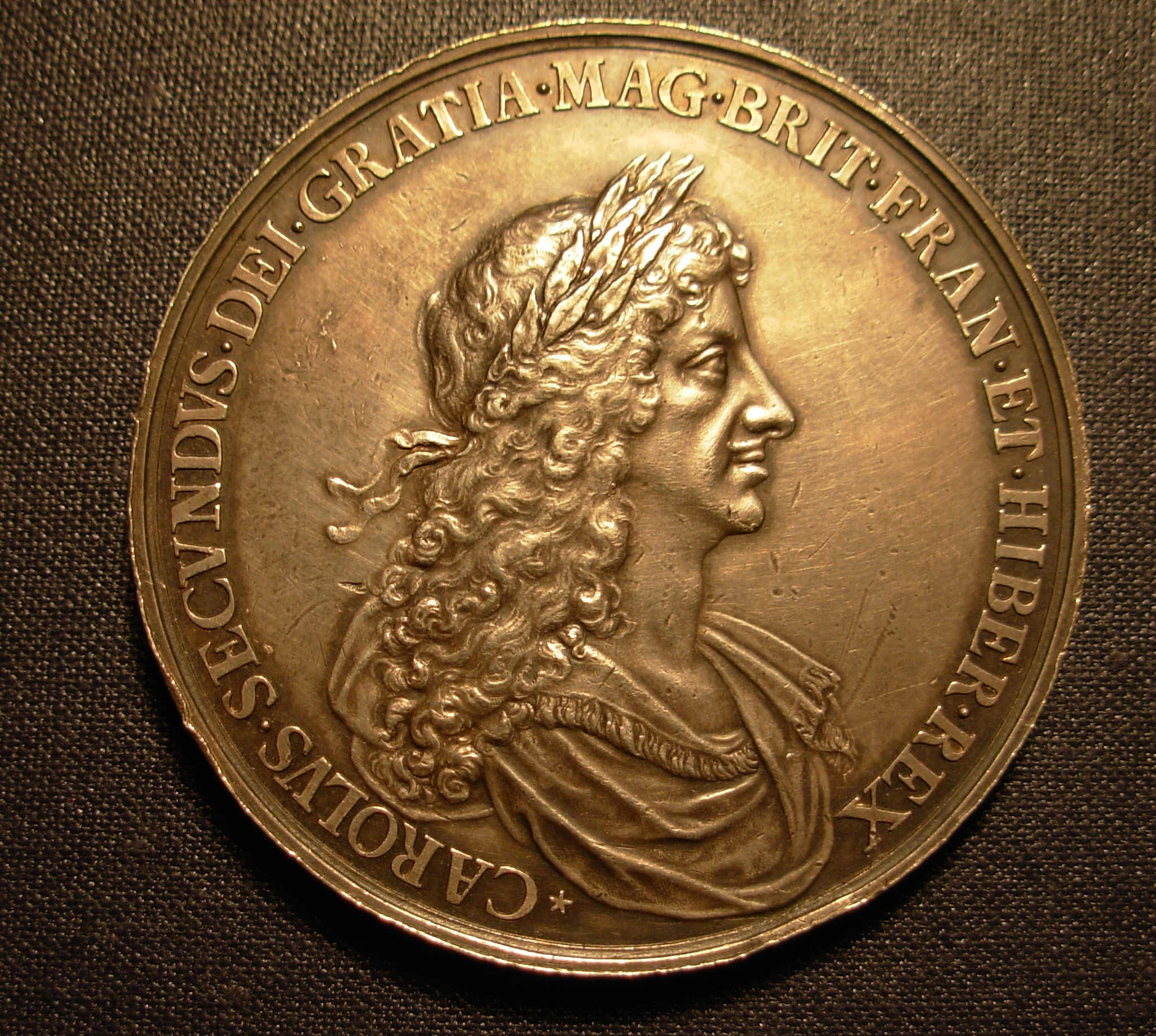
Profil de sur une médaille de 1667 frappée par John Roettier pour commémorer la deuxième guerre anglo-néerlandaise.

Dès 1650, les Actes de navigation nuisent au commerce hollandais en donnant le monopole aux navires anglais, et entraînent la première guerre anglo-néerlandaise (1652 – 1654). Pour renouer les relations anglo-hollandaises, des émissaires des États généraux des Provinces-Unies arrivent en novembre 1660 à Londres avec de nombreux cadeaux pour le nouveau roi : tableaux, meubles et un yacht, la Mary. Cependant, les tentatives anglaises de s'emparer des possessions hollandaises en Afrique et en Amérique du Nord aboutissent en 1665 au déclenchement de la deuxième guerre anglo-néerlandaise. Le conflit commence bien pour les Anglais, qui s'emparent de La Nouvelle-Amsterdam (rebaptisée New York en l'honneur du frère de Charles, le duc d'York Jacques) et remportent la bataille de Lowestoft ; mais les Hollandais renversent la tendance avec une attaque surprise qui les voit remonter la Tamise jusqu'au point d'amarrage de la flotte anglaise. Ce raid sur la Medway est l'une des pires défaites de la marine anglaise : tous les navires sont coulés à l'exception du navire amiral, le HMS Royal Charles, qui est capturé et ramené en triomphe aux Pays-Bas.
La deuxième guerre anglo-néerlandaise s'achève avec le traité de Bréda de 1667. Charles II met la défaite sur le dos de son lord chancelier, lord Clarendon, qui, accusé de haute trahison, s'enfuit en France. Le pouvoir passe alors à cinq hommes surnommés « la Cabale » (Cabal), un acronyme formé à partir de leurs initiales : Thomas Clifford, le comte d'Arlington, le duc de Buckingham, le futur comte de Shaftesbury Anthony Ashley et le duc de Lauderdale. En réalité, ce « ministère de la Cabale » agit rarement de concert, et la cour est fréquemment divisée entre la faction d'Arlington et celle de Buckingham, la première ayant le plus souvent l'avantage.
En 1668, l'Angleterre s'allie avec la Suède et son ancien ennemi, les Pays-Bas, contre la France lors de la guerre de Dévolution. Louis XIV cherche à signer la paix avec la Triple alliance, mais maintient ses intentions agressives contre les Pays-Bas. En 1670, Charles II, cherchant à résoudre ses problèmes financiers, accepte de signer le traité de Douvres, par lequel Louis XIV lui promet un tribut de 160 000 £ par an. En échange, Charles doit fournir des troupes à Louis XIV et se convertir au catholicisme « dès que la situation du royaume le permettra ». Louis XIV s'engage à lui prêter 6 000 hommes pour réprimer ceux qui s'opposeraient à sa conversion. Charles fait tout son possible pour que le traité, et en particulier la clause de conversion, reste secret. Il est impossible de dire si Charles avait réellement l'intention de se convertir.
Dans le même temps, par une série de cinq chartes, Charles accorde à la Compagnie anglaise des Indes orientales le droit d'acquérir des territoires, de frapper monnaie, de commander des forteresses et des troupes, de former des alliances, de faire la guerre et la paix et d'exercer une juridiction civile et pénale sur les possessions indiennes. En 1668, il leur loue les îles de Bombay pour 10 £ par an, payées en or. Les territoires portugais apportés par la dot de Catherine se révèlent coûteux et Tanger est abandonné.
En 1670, Charles II accorde le contrôle de toute la baie d'Hudson à la Compagnie de la Baie d'Hudson par une charte royale. Il baptise ce territoire terre de Rupert d'après son cousin Rupert du Rhin, le premier gouverneur de la compagnie.

#### Conflit avec le Parlement
Bien qu'étant initialement favorable à la Couronne, le Parlement cavalier s'en éloigne du fait des guerres du roi et de sa politique religieuse des années 1670. En 1672, Charles proclame la Royal Declaration of Indulgence (en), qui cherche à suspendre toutes les lois pénales contre les catholiques et autres dissidents religieux. La même année, il soutient ouvertement la France catholique et déclenche la troisième guerre anglo-néerlandaise. Le Parlement cavalier s'oppose à la Declaration of Indulgence sur des bases constitutionnelles : selon lui, le roi n'a pas le droit de suspendre arbitrairement des lois votées par le Parlement. Charles retire cette déclaration et accepte le Test Act, qui impose non seulement aux officiers publics de recevoir l'eucharistie sous la forme prescrite par l'Église d'Angleterre, mais également qu'ils dénoncent certains enseignements de l'Église catholique comme « superstitieux et idolâtres ». Clifford, qui s'est converti au catholicisme, préfère démissionner plutôt que de prêter ce serment et meurt peu après. En 1674, la guerre contre les Pays-Bas est au point mort, et le Parlement cavalier refuse d'accorder plus de fonds au roi, qui est contraint de conclure la paix par le traité de Westminster. Le pouvoir de la Cabale s'affaiblit au profit du remplaçant de Clifford, lord Danby.

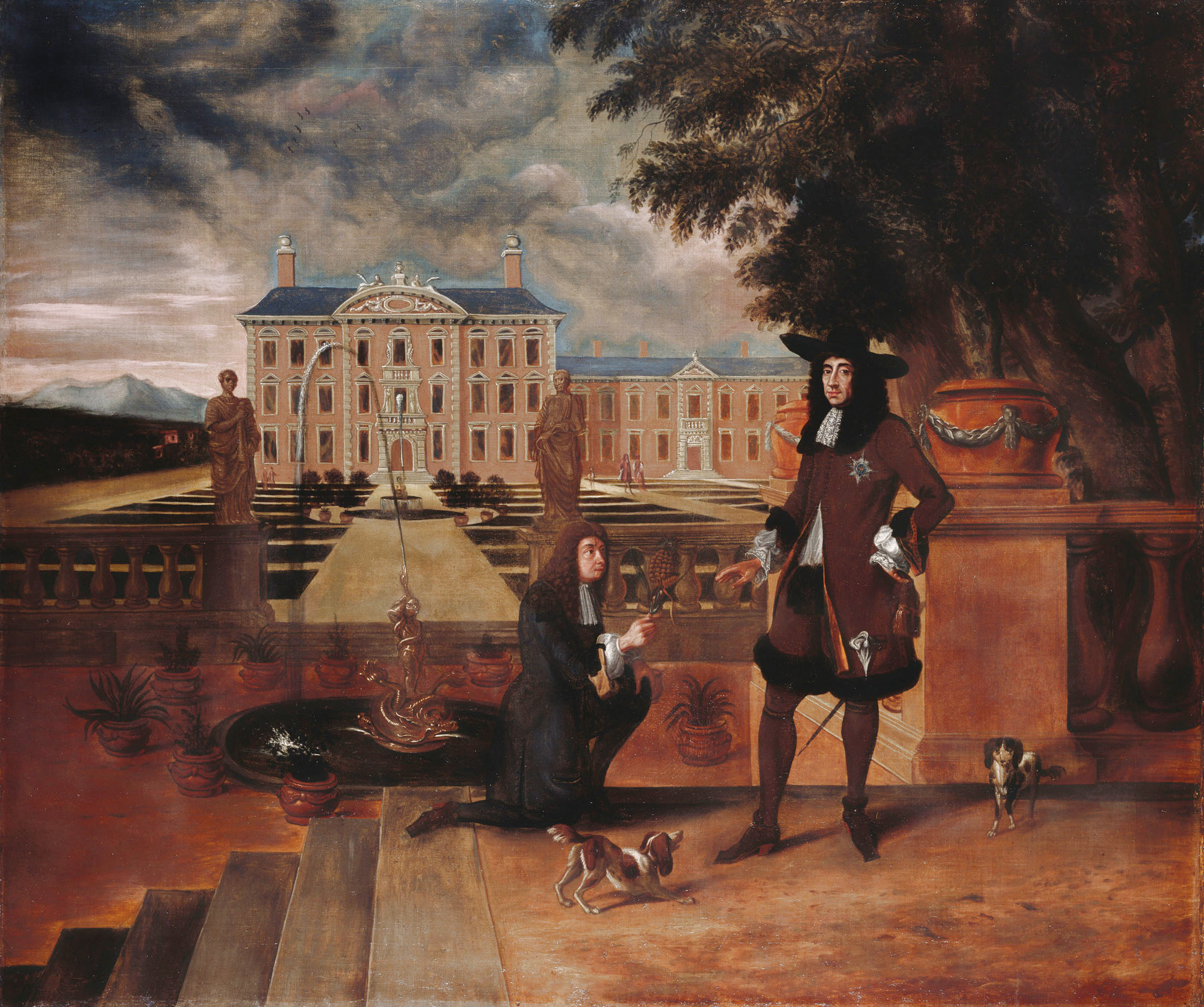
Le jardinier John Rose présente à le premier ananas cultivé en Angleterre (tableau de Hendrick Danckerts, 1675).

L'épouse de Charles, la reine Catherine, ne lui donne pas d'héritier ; ses quatre grossesses en 1662, en février 1666, en mai 1668 et en juin 1669 aboutissent à des fausses couches ou à des enfants mort-nés. L'héritier présomptif de Charles est donc son frère catholique Jacques, l'impopulaire duc d'York. Afin d'apaiser l'opinion populaire, qui juge la famille royale trop catholique, Charles accepte de marier la fille de Jacques, la princesse Marie, au protestant Guillaume d'Orange. En 1678, Titus Oates, tour à tour prêtre anglican et jésuite, dénonce un « complot papiste » visant à assassiner le roi et accuse la reine de complicité. En réalité, ce complot n'existe pas, et Charles ne croit guère les allégations d'Oates, mais il demande néanmoins à lord Danby d'enquêter. Ce dernier se montre lui aussi très sceptique, mais le Parlement cavalier prend Oates au sérieux, et le peuple sombre dans une crise d'hystérie anti-catholique : dans tout le pays, juges et jurys condamnent les prétendus conspirateurs et de nombreux innocents sont exécutés.
En 1678, la Chambre des communes accuse lord Danby de haute trahison. Alors qu'une majeure partie du pays est favorable à une guerre ouverte avec la France, Charles a négocié un accord secret avec Louis XIV, promettant la neutralité de l'Angleterre en échange de compensations financières. Lord Danby affirme en public son hostilité à la France, mais accepte à contrecœur d'obéir aux volontés de son roi. Cependant, les Communes ne le considèrent pas comme un participant involontaire, mais comme l'instigateur de cette politique. Pour sauver lord Danby d'un procès en haute trahison, Charles dissout le Parlement cavalier en janvier 1679.
Le nouveau parlement anglais, réuni en mars, s'avère plutôt hostile à Charles : de nombreux députés craignent qu'il se serve de l'armée de métier pour réprimer l'opposition ou pour imposer la foi catholique. Cependant, le roi est obligé de renvoyer peu à peu ses troupes, le Parlement refusant de lui allouer les fonds suffisants pour leur entretien. Ayant perdu le soutien du parlement, lord Danby démissionne du poste de lord trésorier, mais il reçoit la grâce royale. La Chambre des communes déclare que la dissolution du Parlement n'a pas interrompu l'accusation de haute trahison et que la grâce est donc invalide. La procédure piétine lorsque la Chambre des lords tente d'imposer comme peine l'exil, une punition jugée trop douce par la Chambre des communes. Encore une fois, Charles doit se soumettre à ses opposants et envoie lord Danby à la tour de Londres, où il reste détenu pendant cinq ans.

#### Dernières années
La succession de Charles II, qui n'a pas d'enfants légitimes, donne lieu à un débat virulent. L'idée qu'un catholique comme le frère cadet du roi, Jacques, duc d'York et héritier présomptif, puisse monter sur le trône est insupportable au comte de Shaftesbury, ancien membre de la Cabale tombé en disgrâce en 1673. En 1679, la Chambre des communes propose une loi, l'Exclusion Bill, qui cherche à exclure le duc d'York de la succession au trône. Certains proposent même la couronne au duc de Monmouth, l'aîné (protestant) des enfants illégitimes du roi. Les Abhorrers, opposés à la loi, sont surnommés les Tories, nom qui était jusqu'alors donné aux brigands irlandais catholiques, tandis que les Petitioners, favorables à la loi, reçoivent le sobriquet de Whigs, qui était celui des presbytériens écossais révoltés.

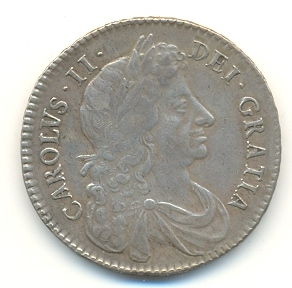
Pièce à l'effigie de de 1683. L'inscription indique CAROLUS II DEI GRATIA (par la grâce de Dieu).

Charles craint que l'Exclusion Bill soit voté, et les acquittements prononcés dans le cadre des procès du complot papiste semblent témoigner d'un réchauffement de l'opinion publique vis-à-vis du catholicisme. Il décide donc de dissoudre le Parlement durant l'été 1679. Cependant, ses espoirs d'obtenir un Parlement plus modéré ne se réalisent pas, et il dissout à nouveau le Parlement quelques mois plus tard, après que ce dernier a tenté de mettre au vote l'Exclusion Bill. Le nouveau Parlement, réuni à Oxford en mars 1681, est à nouveau dissous par le roi après quelques jours. Le soutien populaire à l'Exclusion Bill s'érode peu à peu dans les années 1680 et le roi connaît un regain de popularité. Lord Shaftesbury, accusé de trahison, doit s'enfuir en Hollande, où il meurt en 1683. Dès lors, Charles gouverne sans Parlement jusqu'à la fin de son règne.
Certains protestants reprochent à Charles son opposition à l'Exclusion Bill. Des conspirateurs protestants prévoient d'assassiner le roi et le duc d'York au moment de leur retour à Londres, après avoir assisté à des courses hippiques à Newmarket. Mais, les appartements de Charles à Newmarket sont ravagés par un incendie, et il rentre à Londres plus tôt que prévu, déjouant sans le vouloir les plans des conspirateurs. Le complot raté est rapidement dévoilé, ainsi que l'implication de nombreux hommes politiques protestants, parmi lesquels lord Essex, Algernon Sydney, lord William Russell et le duc de Monmouth. Essex, emprisonné à la tour de Londres, se tranche la gorge ; Sydney et Russell sont exécutés pour haute trahison, bien que les preuves les impliquant soient très légères ; quant au duc de Monmouth, il est exilé à la cour de Guillaume d'Orange. Lord Danby et les nobles catholiques encore détenus à la tour de Londres sont relâchés, et le duc d'York voit son influence à la cour croître. Titus Oates est condamné pour diffamation et emprisonné.

#### Mort et succession
Charles est victime d'une crise d'apoplexie le matin du 2 février 1685, et il meurt le 6 février à 11 h 45 au palais de Whitehall, à l'âge de 54 ans. Les symptômes de sa dernière maladie sont similaires à ceux d'une urémie, maladie liée à un dysfonctionnement des reins. Sur son lit de mort, Charles demande à son frère de prendre soin de ses maîtresses : « sois aimable avec Portsmouth, et ne laisse pas la pauvre Nelly mourir de faim ». Il se convertit au catholicisme le dernier soir de sa vie, même s'il est impossible de savoir à quel point il était sincère, voire conscient. Il est inhumé en l'abbaye de Westminster le 14 février, et son frère Jacques monte sur le trône en tant que Jacques II d'Angleterre et d'Irlande et Jacques VII d'Écosse.

## Postérité et héritage

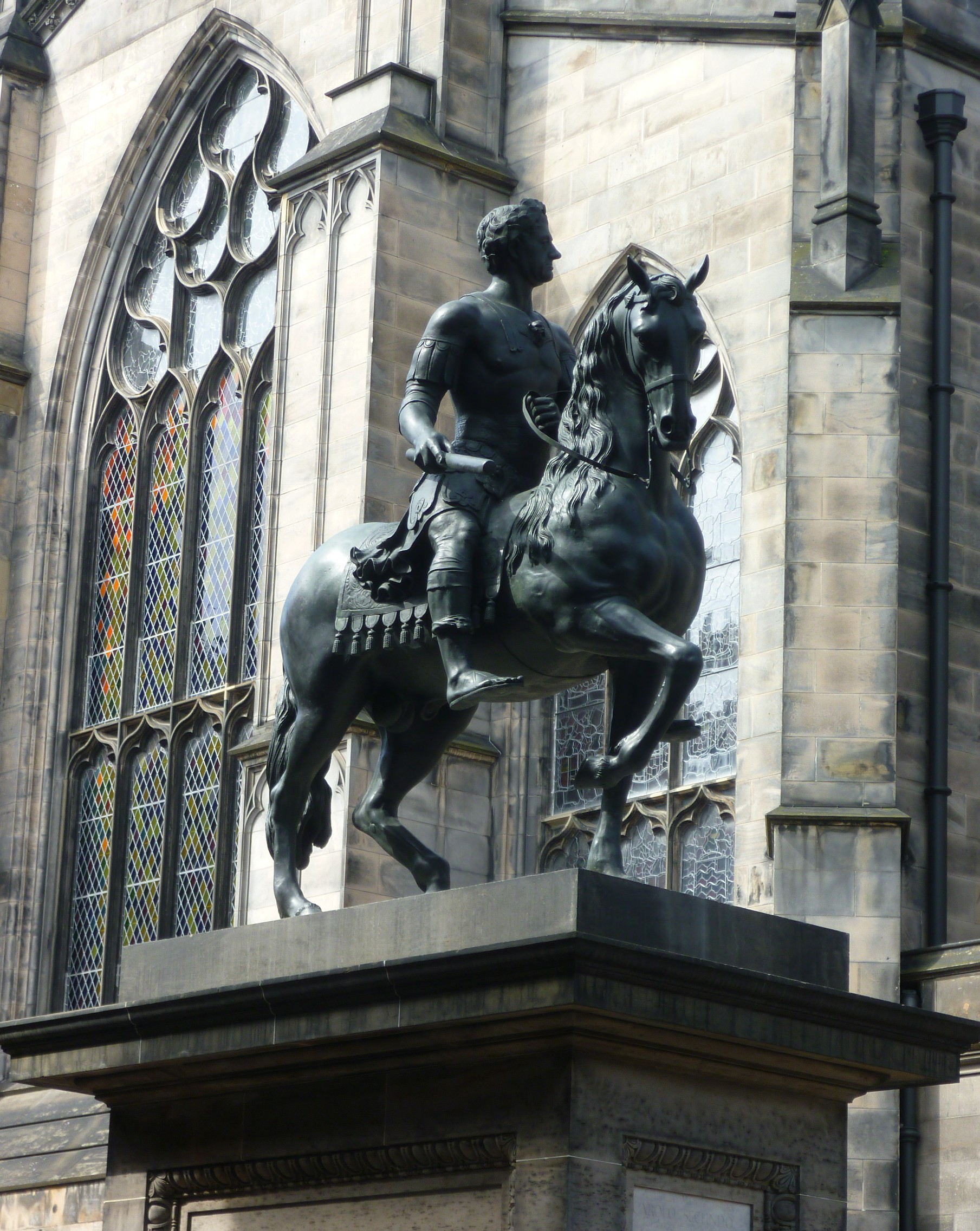
Statue équestre de en César sur la place du parlement d'Édimbourg (1685).

Charles n'a pas d'enfants légitimes, mais il reconnaît une douzaine d'enfants adultérins qu'il a eus avec sept de ses maîtresses, dont cinq de Barbara Palmer, qui est faite duchesse de Cleveland. Il entretient également des relations avec Mary Moll Davis, Nell Gwynne, Elizabeth Killigrew, Catherine Pegge, Lucy Walter et la duchesse de Portsmouth, entre autres. La population n'est guère heureuse de savoir que ses impôts servent à entretenir les maîtresses et les enfants illégitimes du roi, dont beaucoup sont titrés. Les actuels ducs de Buccleuch, de Richmond, de Grafton et de Saint-Albans sont des descendants directs par les hommes de Charles II. La princesse de Galles Diana est elle aussi une descendante de Charles, par les ducs de Grafton et de Richmond. S'il monte sur le trône, le fils de Diana, William de Galles, héritier du trône, sera le premier monarque britannique descendant de Charles II.
En 1685, le fils aîné de Charles, James Scott, duc de Monmouth, se soulève contre Jacques II, mais il est vaincu le 6 juillet à la bataille de Sedgemoor, capturé et exécuté. Jacques II est renversé en 1688 au cours de la Glorieuse Révolution. Il est le dernier monarque catholique de Grande-Bretagne.
Dans l'ensemble, les Tories considéraient le règne de Charles II comme une période de monarchie bienveillante, au contraire des Whigs, pour qui il s'agissait d'un terrible despote. Avec le recul, il est possible d'étudier la personnalité de Charles et son règne sans parti pris, et il est généralement considéré comme une « adorable crapule ». Son contemporain John Evelyn le décrit comme « un prince doté de nombreuses vertus et de nombreux défauts d'importances, débonnaire, accessible, ni sanglant ni cruel. » John Wilmot offre un portrait en vers plus licencieux : « Sans répit, il passe d'une putain à une autre / Monarque joyeux, scandaleux et pauvre ».

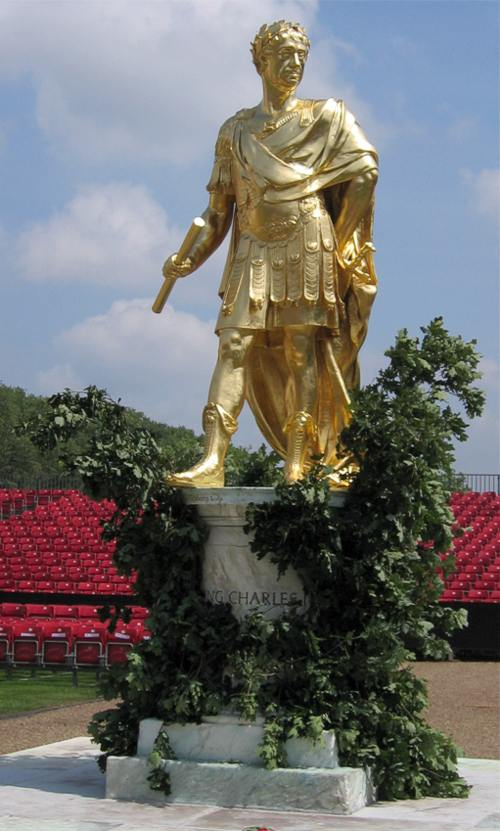
Statue dorée de en toge romaine dans l'hôpital royal de Chelsea (1692).

Durant son règne, Charles II soutient les arts et les sciences. Il fonda l'Observatoire royal et finança la Royal Society, un groupe scientifique qui compte dans ses rangs Robert Hooke, Robert Boyle et Isaac Newton. Charles est le mécène personnel de Christopher Wren, l'architecte qui dirige la reconstruction de Londres après le grand incendie de 1666 et construit l'hôpital royal de Chelsea, où Charles fonde un hospice pour les vétérans de l'armée en 1682.
Le 29 mai, date anniversaire de la Restauration (ainsi que l'anniversaire de Charles lui-même) est fêté en Angleterre jusqu'au milieu du XIXe siècle en tant que Oak Apple Day (en), en référence au chêne où s'est caché le prince pour éviter d'être capturé par les hommes de Cromwell. Les célébrations traditionnelles, qui consistaient notamment à porter des feuilles de chêne sur ses vêtements, ont presque totalement disparu depuis. Des statues de Charles II se dressent dans Soho Square à Londres, dans Parliament Square à Édimbourg et près du portail sud de la cathédrale de Lichfield.
| - Charles II, à cheval, qui piétine Oliver Cromwell. |

Sir Robert Vyner (en) (1631 – 1688) fut nommé orfèvre du roi en 1661. Il était plus un banquier qu'un orfèvre. Il fut anobli en 1661 et devint lord-maire de Londres en 1674. Pour montrer sa gratitude envers Charles II, il acheta une statue, fabriquée en Italie pour l'ambassadeur de Pologne à Londres, qui représentait le général, plus tard roi Jean Sobieski, à cheval piétinant un Turc. L'ambassadeur ne pouvait pas payer la statue et Vyner l'acheta d'occasion ; puis il fit faire quelques modifications pour le roi, mais l'image de Cromwell n'ayant pas été retouchée, ce dernier porte donc un turban. La statue reflète la perception de Cromwell à l'époque ; elle est inaugurée le 29 octobre 1672 à Stocks-Market, Cornhill et démantelée en 1736 lors de la construction de la Mansion House, et se trouve actuellement au Newby Hall, à Ripon dans le North Yorkshire. Andrew Marvell a fait de la statue le sujet de deux satires : A poem of the statue in Stocks-Market et A dialogue between two horses.
L'accession de Charles II à la couronne d'Angleterre est romancée dans le roman d'Alexandre Dumas Le Vicomte de Bragelonne. De son côté, Walter Scott utilise un épisode de la fuite de Charles II en 1651, lors de la guerre anglo-écossaise de 1650-1652, dans Woodstock et l'affaire dite du complot papiste, en 1678-1681, comme cadre à l'intrigue de Peveril du Pic.

## Cinéma et télévision
La roi Charles II a été porté sur grand écran dès le début du cinéma muet dans des productions cinématographiques et a été incarné par :

### Cinéma
- 1911 : Augustus Neville dans Sweet Nell of Old Drury ;
- 1913 : P. G. Ebbutt dans King Charles ;
- 1914 : P.G. Ebbutt dans Old St. Paul's ;
- 1915 : Owen Moore dans Mistress Nell ;
- 1920 : Harry Southard dans The Adventurer ;
- 1922 : William Luff dans The Glorious Adventure ;
- 1923 : Henry Victor dans The Royal Oak ;
- 1924 : Dwight Wiman (en) dans Peter Stuyvesant ;
- 1926 : Randle Ayrton dans Nell Gwyn ;
- 1932 : Cedric Hardwicke dans Nell Gwyn ;
- 1934 : Allan Jeayes dans Colonel Blood ;
- 1937 : K. Hamilton Price dans The Vicar of Bray ;
- 1941 : Vincent Price dans Les Trappeurs de l'Hudson ;
- 1942 : Dennis Arundell dans Penn of Pennsylvania ;
- 1947 :
  - Douglas Fairbanks Jr. dans L'Exilé de Max Ophüls ;
  - George Sanders dans Ambre ;
- 1949 :
  - Jon Pertwee dans Helter Skelter ;
  - Anthony Hulme dans Cardboard Cavalier ;
- 1950 : Curt Bois dans Les Nouvelles Aventures du capitaine Blood ;
- 1951 : Lester Matthews dans Les Maudits du château-fort ;
- 1955 : George Sanders dans Le Voleur du Roi ;
- 1958 : Gary Raymond dans The Moonraker ;
- 1964 :
  - Peter Jones dans Father Came Too ! ;
  - Gabriele Antonini dans La revanche des mousquetaires ;
- 1970 : Robin Stewart dans Cromwell ;
- 1983 : Mark Burns dans La Dépravée ;
- 1995 :
  - Simon Callow dans England, My England ;
  - Sam Neill dans Le Don du roi ;
- 2004 :
  - Rupert Everett dans Stage Beauty ;
  - John Malkovich dans Rochester, le dernier des libertins ;
- 2005 : Charles Dance dans Armada.

### Télévision
- 1938 : Barry K. Barnes dans Thank You, Mr. Pepys ;
- 1964 : David Cargill dans The Children of the New Forest ;
- 1969 : James Villiers dans The First Churchills ;
- 1983 : Simon Treves dans By the Sword Divided ;
- 1989 : Michael York dans Le Cavalier masqué ;
- 1998 : Michael Maloney dans Children of the New Forest ;
- 2003 :
  - Nathaniel Parker dans The Private Life of Samuel Pepys ;
  - Rufus Sewell dans Charles II : The Power and the Passion ;
- 2004 : Julian Wadham dans Wren : The Man Who Built Britain ;
- 2005 : Michael Boisvert dans Young Blades ;
- 2006 : Richard Druitt dans True Caribbean Pirates ;
- 2008 : Hal Ozsan dans True Blood ;
- 2009 : Mathew Baynton et Jalaal Hartley dans Horrible Histories ;
- 2014 :
  - Jack Huston dans 1666, Londres en flammes ;
  - Jeremy Northam dans Les Nouveaux Mondes ;
- 2015 : Daniel Lapaine dans Versailles.

## Titres et armoiries
- 29 mai 1630 - mai 1638 : le duc de Cornouailles
- Mai 1638 - 30 janvier 1649 : le prince de Galles
- 30 janvier 1649 - 6 février 1685 : Sa Majesté le roi (« Sa Grâce le roi » en Écosse)

Son titre officiel complet est : « Charles le second, par la grâce de Dieu, roi d'Angleterre, d'Écosse, de France et d'Irlande, Défenseur de la foi, etc. » Ses prétentions au trône de France, purement théoriques, remontent à Édouard III.
Charles est également fait chevalier de l'ordre de la Jarretière le 21 mai 1638.
Les armoiries de Charles, prince de Galles, reprennent les armoiries royales, brisées d'un lambel d'argent à trois pendants. Ses armoiries en tant que roi se blasonnent ainsi : écartelé, en I et IV contre-écartelé en 1 et 4 d'azur à trois fleurs de lis d'or (qui est France) et en 2 et 3 de gueules à trois léopards d'or (qui est Angleterre), en II d'or au lion de gueules au double trescheur fleuronné et contre-fleuronné du même (qui est Écosse) et en III d'azur à la harpe d'or cordée d'argent (qui est Irlande).

Armoiries du prince de Galles.
Armoiries de Charles II.
Armoiries de Charles II en Écosse.

## Descendance
Le souverain n'eut aucun enfant légitime. Toutefois, de nombreux bâtards royaux sont nés de différents lits :
Avec Marguerite ou Margaret de Carteret :
1. les historiens considèrent comme des faux les lettres qui affirment qu'elle a accouché d'un fils de Charles II nommé James de La Cloche en 1646[75].

Avec Lucy Walter (vers 1630-1658) :
1. James Crofts puis Scott (1649-1685), fait duc de Monmouth en Angleterre et duc de Buccleuch en Écosse en 1663. Il est né neuf mois après la première rencontre de Walter et de Charles II, mais Jacques II propose qu'il ait été le fils d'un autre de ses amants, le colonel Robert Sidney, plutôt que du roi. Après James, Lucy Walter a également une fille, Mary Crofts, en 1651, mais elle n'est pas de Charles II, le roi s'étant séparé de sa maîtresse en septembre 1649[1].

Avec Elizabeth Killigrew (1622-1680), fille de Robert Killigrew, qui épouse en 1660 Francis Boyle :
1. Charlotte FitzRoy, comtesse de Yarmouth (1650-1684), qui épouse James Howard, puis William Paston.

Avec Catherine Pegge :
1. Charles FitzCharles (1657-1680), surnommé « Don Carlo », fait comte de Plymouth en 1675 ;
2. Catherine FitzCharles (née en 1658), morte jeune ou entrée dans les ordres à Dunkerque[76].

Avec Barbara Palmer, née Villiers (1641-1709), épouse de Roger Palmer, faite duchesse de Cleveland :
1. Anne Palmer FitzRoy (1661-1722), épouse Thomas Lennard, 1er comte de Sussex, est peut-être la fille de Roger Palmer, mais le roi la reconnaît quand même[77] ;
2. Charles FitzRoy (2e duc de Cleveland) (1662-1730), fait duc de Southampton en 1675, devient duc de Cleveland en 1709 à la mort de sa mère ;
3. Henry FitzRoy (1er duc de Grafton) (1663-1690), fait comte d'Euston en 1672 et duc de Grafton en 1675 ;
4. Charlotte FitzRoy (1664-1717), épouse le comte de Lichfield Edward Lee ;
5. George FitzRoy (1er duc de Northumberland) (1665-1716), fait comte de Northumberland en 1674, puis duc de Northumberland en 1678 ;
6. Barbara FitzRoy (1672-1737) est probablement la fille du futur duc de Marlborough John Churchill, un autre amant de Barbara Palmer[78], et Charles ne la reconnaît pas[79].

Avec Nell Gwynne (1650-1687) :
1. Charles Beauclerk (1er duc de Saint-Albans) (1670-1726), fait duc de Saint-Albans en 1684 ;
2. James Beauclerk (1671-1680).

Avec Louise Renée de Penancoët de Keroual (1649-1734), faite duchesse de Portsmouth en 1673 :
1. Charles Lennox (1672-1723), fait duc de Richmond en Angleterre et duc de Lennox en Écosse en 1675.

Avec Mary « Moll » Davis, courtisane et actrice réputée :
1. Mary Tudor (1673-1726), épouse Edward Radclyffe, 2e comte de Derwentwater, veuve, se remarie avec Henry Graham of Levens Hall, à nouveau veuve, se remarie avec le major James Rooke.

Autres maîtresses probables :
- Christabella Wyndham[81] ;
- Hortense Mancini, duchesse de Mazarin[82] ;
- Winifred Wells, dame d'honneur de la reine[83] ;
- Jane Roberts, fille d'un ecclésiastique[83] ;
- Elizabeth Berkeley, née Bagot, veuve du comte de Falmouth Charles Berkeley[83] ;
- Elizabeth Fitzgerald, comtesse de Kildare[83].